# دائرة مغيلة
دائرة مغيلة إحدى دوائر  ولاية تيارت الجزائرية .  عاصمتها هي مغيلة  وتضم بلديات  : 
- مغيلة
- سيدي حسني
- السبت